# Parafia Najświętszego Serca Pana Jezusa i św. Jakuba Apostoła w Lubaniu
Parafia Najświętszego Serca Pana Jezusa i św. Jakuba Apostoła w Lubaniu – parafia rzymskokatolicka w dekanacie lubańskim w diecezji Legnickiej. Erygowana 25 lipca 1993. Jej proboszczem jest ks. Krzysztof Żmigrodzki. Obsługiwana przez księży diecezjalnych. 
Kościół parafialny mieści się w Lubaniu przy pl. ks. Winiarskiego 1.